# Abschnittsburg
Eine Abschnittsburg ist eine Burg, die durch Gräben und Wehrmauern in mehrere befestigte Abschnitte unterteilt ist. Jeder dieser Abschnitte ist eine eigenständige Befestigungsanlage und hat – soweit es die räumlichen Gegebenheiten zulassen – meist einen eigenen Burghof. Jeder Abschnitt ermöglicht es, den vor ihm liegenden Abschnitt zu kontrollieren. Da die aufeinander folgenden Abschnitte eine abgestufte Deckung erlaubten, konnte ein Abschnitt immer noch verteidigt werden, falls der vor ihm liegende Abschnitt vom Feind eingenommen wurde. 
Sehr häufig waren die Türme einer Abschnittsburg auf der Rückseite offen (Schalentürme), so dass der in den Abschnitt vorgedrungene Feind sich nicht im Turm festsetzen konnte, um den nächsten Abschnitt zu belagern.
Das Prinzip der Abschnittsburg wurde gemeinsam mit dem Zwinger, dem Kammertor und anderen wehrtechnischen Neuerungen durch die Kreuzzüge aus dem orientalischen Raum im Mittelalter nach Europa gebracht.
Ein prägnantes Beispiel für das Prinzip der Abschnittsburg ist die sich über eine Länge von 1051 Metern erstreckende Burg zu Burghausen in Oberbayern. Ganze fünf Vorburgen hatte der Feind zu durchqueren, bevor er vor dem eigentlichen Haupteingang zur Kernburg stand. 
Früh- und vormittelalterliche Wehranlagen dieses Typs bezeichnet man als Abschnittsbefestigungen. Solche Befestigungsanlagen schneiden meist einen Bergsporn vom Hinterland ab oder laufen bogenförmig zu einem Geländeabbruch. Wehranlagen mit durchgehenden ringförmigen oder ovalen Wallverläufen werden dagegen als Ringwälle klassifiziert. Oft wurden hochmittelalterliche Burgen in solche Abschnittsbefestigungen eingebaut, nutzen also die Wall-Graben-Anlagen großflächigerer älterer Wallburgen als zusätzliche Annäherungshindernisse, wie zum Beispiel die Burg Hochhaus.
Weitere Beispiele für eine Abschnittsburg sind die Wartburg und die Reichsburg Kyffhausen.

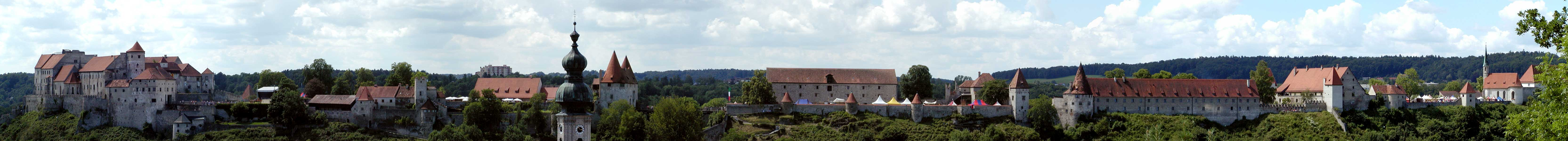
Die Burg zu Burghausen: Ganz links die eigentliche Kernburg; davor schützen fünf Abschnittsburgen die Kernburg.
Der Aufbau der Anlage ist sinnvoll, da die Kernburg an drei Seiten fast sturmfrei ist und lediglich die vierte Seite zu schützen war.